# Conte di Ross
Il conte o mormaer di Ross era il governatore tradizionale della provincia di Ross, nel nord della Scozia.

## Origini e trasferimenti
Nel primo medioevo Ross era parte della vasta contea di Moray. La contea distinta venne creata attorno al XII secolo, quando Malcolm MacHeth venne nominato conte di Ross. Malcolm era stato in precedenza imprigionato a Roxburgh per essersi ribellato contro Davide I di Scozia, ma quando il cognato di Malcolm Somerled invase il paese Davide fu costretto a cedere e ad accordare la contea a Malcolm.
Il titolo fu poi concesso da Guglielmo il Leone a Fiorenzo III d'Olanda nel 1161, in occasione del matrimonio di Fiorenzo con sua sorella Ada di Huntingdon. Tuttavia Fiorenzo deteneva il titolo solo nominalmente, poiché non prese mai parte attiva nel governo della contea. Il titolo sembra non essere stato tramandato nella famiglia di Fiorenzo, poiché nel 1291 i discendenti lamentavano di esserne stati privati.
Il vero fondatore della contea fu il famoso Ferquhard, della famiglia irlandese degli Ó Beólláin (O'Beolain, Boland, Bolan). Questo Ferquhard era il figlio del pastore laico del monastero di Applecross, e fu quindi conosciuto come MacIntagart ("figlio del prete"). Nel 1215 il nuovo re Alessandro II fu obbligato a sopprimere una ribellione a Moray e a Ross; Ferquhard si schierò dalla parte di Alessandro e catturò i capi ribelli, decapitandoli e presentando le loro teste al re. Per questo fu nominato cavaliere, e creato in seguito conte di Ross (probabilmente nel 1226).
La linea di Ferquhard continuò fino alla morte di Guglielmo III di Ross, nel 1372. Egli aveva due figlie, la maggiore delle quali, Eufemia, sposò sir Walter Leslie, che divenne quindi jure uxoris conte di Ross. I Leslie continuarono a conservare la contea fino a che la linea terminò pochi decenni dopo con un'altra ereditiera, anche lei di nome Eufemia. Ella era una ragazza gobba e malaticcia, e sebbene fosse nominalmente contessa di Ross il governo era esercitato da suo nonno, Roberto Stewart, duca di Albany. Suo zio Donald, signore delle Isole, tentò di sfruttare la sua debolezza per conquistare Ross con la forza, ma fu sconfitto da Roberto nella battaglia di Harlaw. Nel 1415 Eufemia fu persuasa a rinunciare alla contea in favore di Roberto e dei suoi figli, tuttavia non se la sarebbero goduta a lungo: quando re Giacomo I tornò in Scozia nel 1424, Roberto fu sospettato di essere l'assassino del fratello di Giacomo, il principe Davide, e per vendicarsi il re fece incarcerare e giustiziare l'intera famiglia (con l'eccezione di Giacomo il Grasso, figlio di Murdoch, che fuggì in Irlanda). Il feudo quindi passò ai signori delle Isole, che continuarono a tenerlo fino a quando John Islay lo perse per aver tentato di conquistare la Scozia con l'aiuto di Edoardo IV d'Inghilterra.
Nel 1481 Giacomo III di Scozia concesse la contea al suo secondo figlio maschio, anch'egli di nome Giacomo. Giacomo era già stato creato marchese di Ormond al suo battesimo; nel 1488 la sua contea fu elevata a ducato, e gli furono assegnati i titoli aggiuntivi conte di Ederdale e signore di Ardmannoch, Brechin e Navarre. Giacomo entrò nel clero, e quindi non si sposò mai né ebbe figli. Morì nel 1504, e tutti i suoi titoli si estinsero.
La quarta creazione del titolo avvenne il 20 maggio 1565 per Enrico Stuart, Lord Darnley, creato anche signore di Ardmannoch e duca di Albany. Dopo il suo omicidio a Kirk o' Field fu succeduto dal figlio neonato Giacomo, la cui ascesa al trono come Giacomo VI pochi mesi dopo riportò il titolo alla Corona.
Dopo l'investitura del principe Carlo come duca di Albany il 2 dicembre 1600, egli fu anche insignito del marchesato di Ormond, della contea di Ross, e della signoria di Ardmannoch. Il fratello maggiore di Carlo, Enrico, morì inaspettatamente nel 1612, e Carlo diventò quindi principe di Galles in quanto erede al trono. Divenne re nel 1625, e i titoli tornarono di nuovo alla Corona.
Attualmente il titolo di Ross è vacante, ma è possibile che un giorno possa essere concesso ad un membro dell'attuale famiglia reale inglese.

## Elenco dei conti di Ross

### Primi mormaers/earls di Ross
- Malcolm MacHeth (morto nel 1168)
- Con la corona
- Ferquhard, conte di Ross (morto nel 1249)
- Guglielmo I, conte di Ross (morto nel 1274)
- Guglielmo II, conte di Ross (morto nel 1323)
- Ugo, conte di Ross (morto nel 1333) (da cui discendono i capi del clan Ross).
- Guglielmo III, conte di Ross (morto nel 1372)
- Eufemia, contessa di Ross (morta intorno al 1394)
  - sposò Sir Walter Leslie
- Alexander Leslie, conte di Ross (morto nel 1402)
- Euphemia Leslie, contessa di Ross (morta intorno al 1424) (rinuncia c.1415)
- John Stewart, conte di Buchan e Ross (morto nel 1424)
- Mariota Leslie, contessa di Ross (morta intorno al 1429) (sorella di Alexander Leslie, conte di Ross)
  - sposò Donald McDonald, Signore delle Isole
- Alexander, signore delle Isole, conte di Ross (morto nel 1448)
- John, signore delle Isole, conte di Ross (morto intorno al 1498) (in pegno nel 1476)

### Conti di Ross, creazione del 1481 (poi Duchi di Ross dal 1488)
- Giacomo Stewart, duca di Ross (1476–1504)

### Conti di Ross, creazione del 1565
- Enrico Stuart, conte di Ross (1545–1567) (in seguito duca di Albany e re consorte di Scozia)
- Giacomo Stuart, conte di Ross (1566–1625) (diventa re nel 1567)

### Conti di Ross, creazione del  1600
- Carlo Stuart, conte di Ross (1600–1649) (diventa re nel 1625)